# عنبروتک
عنبروتک، روستایی است از توابع بخش راین شهرستان کرمان در استان کرمان ایران.

## جمعیت
این روستا در دهستان گروه قرار داشته و براساس آخرین سرشماری مرکز آمار ایران که در سال ۱۳۸۵ صورت گرفته، جمعیت آن ۱۰نفر (۲خانوار) بوده‌است.